# بيير غولدمان
بيير غولدمان (بالفرنسية: Pierre Goldman)‏ هو صحفي وكاتب ومفكر فرنسي، ولد في 22 يونيو 1944 في ليون في فرنسا، وتوفي في 20 سبتمبر 1979 في  في فرنسا.